# ZZ Волка
ZZ Волка (лат. ZZ Lupi) — двойная затменная переменная звезда (E:) в созвездии Волка на расстоянии приблизительно 5105 световых лет (около 1565 парсеков) от Солнца. Видимая звёздная величина звезды — от +14,4m до +12,6m.

## Характеристики
Первый компонент — жёлто-белая звезда спектрального класса F. Радиус — около 2,64 солнечных, светимость — около 13,559 солнечных. Эффективная температура — около 6821 K.